# Desmodema polystictum
Desmodema polystictum là một loài cá trong họ Trachipteridae. Nó được tìm thấy gần New Zealand, Tây Bắc Đại Tây Dương, và Nam Phi.